# Leptalia macilenta
Leptalia macilenta là một loài bọ cánh cứng trong họ Cerambycidae.